# Snowflake (Arizona)
Snowflake város az USA Arizona államában, Navajo megyében. Lakosainak száma 6104 fő (2020. április 1.).

## Népesség
A település népességének változása:

| 2010 | 5 590 |
| 2020 | 6 104 |